# Agdal
Agdal (arabiska: أكدال) är ett arrondissement i staden Fès i Marocko. Antalet invånare var 142 407 vid folkräkningen 2014.